# Alexander Lasarewitsch Abramow-Mirow

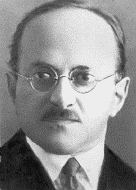
Alexander Lasarewitsch Abramow-Mirow

Alexander Lasarewitsch Abramow-Mirow (russisch Александр Лазаревич Абрамов-Миров, wiss. Transliteration Aleksandr Lazarevič Abramov-Mirov; auch Jakow als Vorname überliefert; Pseudonyme: Meirowitsch, Aleksandrow, Lasarew; * 19. Oktober 1895 in Šiauliai; † 25. November 1937 in Moskau) war ein sowjetischer Komintern- und Geheimdienstfunktionär.

## Leben
Abramow-Mirow wurde als Sohn eines jüdischen Kaufmanns im litauischen Šiauliai geboren. Als Kind stark geprägt von seinen Brüdern, die Mitglieder des Allgemeinen jüdischen Arbeiterbunds waren, trat er 1916 im Gegensatz zu ihnen der Partei der Bolschewiki bei und nahm an der Oktoberrevolution von 1917 teil. Im Polnisch-Sowjetischen Krieg von 1920 organisierte er im Auftrag von Leo Trotzki die sogenannte „Deutsche Brigade“ an der Westfront. In den Folgejahren war er pro forma zweiter Sekretär der sowjetischen Botschaft in Berlin, in Wirklichkeit jedoch leitete er das Berliner Hauptquartier des Komintern-eigenen Geheimdienstes, genannt OMS, und organisierte die „technischen“ Aufgaben (Geldtransfers, Korrespondenzen, Dokumentenherstellung etc.) der Komintern in Deutschland und weiten Teilen Europas.
Ab 1926 übernahm Abramow-Mirow die zentrale Leitung des OMS in Moskau von seinem bisherigen Vorgesetzten, der „grauen Eminenz“ der Komintern Ossip Pjatnizki (der jedoch weiterhin eine große Rolle in der Komintern-Aufklärung spielte). In dieser Funktion verblieb er fast zehn Jahre, wobei die gesamte „technische“ Spionage- und Verbindungsarbeit der Komintern in seinen Händen lag. Seine Zeitgenossen behielten ihn als ausgesprochen freundlich, kompetent und loyal in Erinnerung.
Nach dem VII. Komintern-Weltkongress wurde Abramow-Mirow zunehmend aus der Komintern verdrängt. Im September 1936 versetzte man ihn in die Auslandsaufklärung der Roten Armee, wo er die sowjetische Militärspionage im Spanischen Bürgerkrieg leitete. Schließlich wurde Abramow-Mirow, wie die meisten OMS-Mitarbeiter, Opfer des Großen Terrors. Am 21. Mai 1937 verhaftet, wurde ihm vom NKWD eine zentrale Rolle in einem fiktiven „Antikomintern-Block“ zugeschrieben, der die Komintern von innen zersetzt haben soll. Unter anderem wurde ihm vorgeworfen, den verfemten Trotzki über OMS-Kanäle mit Geld unterstützt zu haben. Vermutlich unter schwerer Folter legte er, wie viele andere, ein „Geständnis“ ab, in dem er unter anderem seinen alten Mitstreiter und Vorgesetzten Pjatnizki belastete.
Abramow-Mirow wurde am 25. November 1937 zum Tode verurteilt und einen Tag später erschossen; der Befehl Stalins hierzu erfolgte bereits am 1. November. Seine Frau Jelena, die unter anderem als TASS-Korrespondentin in Spanien tätig war, wurde drei Monate später ebenfalls erschossen. Abramow-Mirows Überreste befinden sich in einem Massengrab auf dem Moskauer Donskoi-Friedhof. Seine Rehabilitierung erfolgte 1958.